# Витовтова башня
Витовтова башня — единственное сохранившееся оборонительное сооружение времён Великого княжества Литовского на юге Украины, которое находится в селе Весёлое в Херсонской области, на берегу реки Днепр. Построена в конце XIV века, а в конце XIX века отреставрирована владельцем местной усадьбы Петром Николаевичем Трубецким.

## История

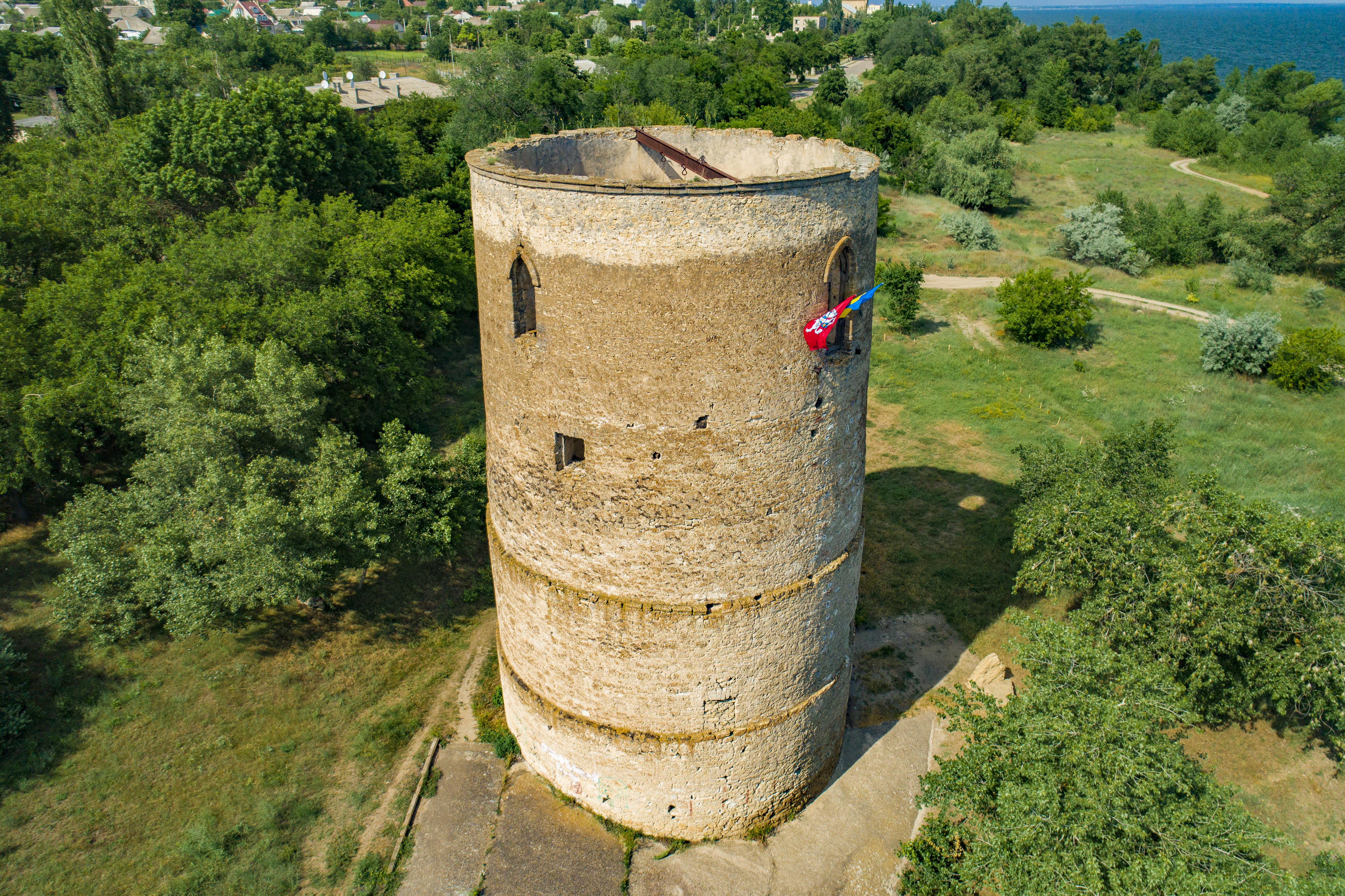
Вид сверху на башню

В ходе расширения территории Великого княжества Литовского до Чёрного моря великим князем литовским Витовтом в конце XIV века был создан целый ряд крепостей на восточных и южных окраинах государства. По мнению исследователей, Витовтова башня была частью крупного средневекового архитектурного комплекса, а именно замка или крепости. Раствор сооружения идентичен строительному материалу Меджибожского замка, расположенного в Хмельницкой области.
В конце XIX века башня вошла в границы имения князя Петра Николаевича Трубецкого. Строение было переоборудовано под водонапорную и смотровую башню. Сооружение было достроено на несколько метров, были возведены внутренняя металлическая винтовая лестница и балкон с видом на Днепр. Была построена шатровая кровля, а для подачи воды к южному фасаду была пристроена насосная. По центру башни был установлен клепаный железный бак.
Сооружение пришло в запустение в XX веке. В начале 1970-х годов в результате пожара сгорела крыша, а в 1990-е годы вандалами были срезаны все доступные металлоконструкции. В башне селились птицы и змеи.
Витовтова башня подлежала затоплению по проекту строительства Каховской ГЭС-2. Однако в 2018 году сооружение было внесено в Госреестр памятников Украины в качестве объекта культурного наследия национального значения, в результате чего 80 метров вокруг строения получили статус охранной территории.

## Современность
Витовтова башня является значительным историческим памятником, однако территория вокруг сооружения нуждается в большем количестве археологических исследований. В литовских энциклопедиях объект считается составляющей литовского исторического наследия.